# Lista de senhores da Ericeira
Este anexo é composto por uma lista de Senhores da Ericeira:
- D. Diogo Afonso de Sousa, (1303 -?), senhor de Mafra e Ericeira;
- D. Álvaro Dias de Sousa, (1330 -?), senhor de Mafra e Ericeira;
- D. Branca Dias de Sousa, (1340 -?), senhora de Mafra e Ericeira;
- D. Leonel de Sousa de Lima, (1490 -?), senhor da Ericeira;
- D. Lopo Dias de Sousa, (1350 -?) senhor de Mafra, Ericeira e Enxara dos Cavaleiros